# Soleminis
Soleminis là một đô thị ở tỉnh Sud Sardegna, vùng Sardegna của Ý, có vị trí cách khoảng 15 km về phía đông bắc của Cagliari. Đến thời điểm ngày 31 tháng 12 năm 2004, đô thị này có dân số 1.698 và diện tích là 13 km².
Soleminis giáp các đô thị: Dolianova, Serdiana, Settimo San Pietro, Sinnai.